# Щебетовка
Щебето́вка (до 1945 года Оту́зы; укр. Щебетовка, крымскотат. Otuz, Отуз) — посёлок городского типа на юго-востоке Крыма. Входит в городской округ Феодосия (согласно административно-территориальному делению Украины — центр Щебетовского поссовета Феодосийского горсовета Автономной Республики Крым).

## Население
| 1970  | 1979  | 1989  | 2001  | 2009  | 2010  |
| ----- | ----- | ----- | ----- | ----- | ----- |
| 2608  | ↗2785 | ↗3046 | ↗3337 | ↗3408 | ↗3422 |
| 2011  | 2012  | 2013  | 2014  | 2021  |       |
| ↗3434 | ↗3498 | ↗3504 | ↘3442 | ↗3508 |       |

### Динамика численности
| - 1805 год — 172 чел. - 1864 год — 433 чел. - 1886 год — 676 чел. - 1889 год — 1149 чел. - 1892 год — 1014 чел. | - 1897 год — 1818 чел. - 1902 год — 1434 чел. - 1915 год — 2768/646 чел. - 1926 год — 2207 чел. |

Всеукраинская перепись 2001 года показала следующее распределение по носителям языка
| Язык             | Процент |
| ---------------- | ------- |
| русский          | 75,04   |
| крымскотатарский | 15,73   |
| украинский       | 7,16    |
| белорусский      | 1,35    |
| другие           | 0,09    |

## Современное состояние
На 2018 год в Щебетовке числится свыше 50 улиц и переулков; на 2009 год, по данным поссовета, село занимало площадь 275,1 гектара на которой проживало около 3,5 тысяч человек, основное предприятие посёлка — коньячный завод «Коктебель». В селении действуют средняя школа, детский сад «Семицветик», Дом культуры, библиотека, отделение Почты Крыма, амбулатория со скорой помощью и дневным стационаром, церковь Вознесения Христова постройки 2000-х годов, мечеть «Отуз джамиси». Щебетовка связана автобусным сообщением с Феодосией, городами Крыма и соседними населёнными пунктами.

## География
Щебетовка расположена на юго-восточном побережье Крыма, примерно в 30 километрах (по шоссе) от Феодосии (там же ближайшая железнодорожная станция), высота центра над уровнем моря 79 м. Находится у западного подножия горного массива Кара-Даг, в долине реки Отузка, притоки которой Монастырский ручей и Суват, впадают на южной окраине посёлка, с севера гора Арды-Кая. Транспортное сообщение осуществляется по региональной автодороге 35К-005 Алушта — Феодосия (по украинской классификации — P-29). Рядом с селом, на восточном склоне Карадага находилась старинная армянская церковь с хачкарами.

## История
Территория, на которой расположен посёлок, была заселена издавна. На окраинах Щебетовки выявлены памятники неолита, эпохи бронзы (долина Чалки). Судя по результатам археологических исследований, на окраинах Щебетовки поселения существовали с VIII века (в самом селе раскопок не проводилось). Есть версия, что золотоордынское селение Отузы основано во второй половине XIII века с участием переселенцев из сельджукской Малой Азии. На сельском кладбище сотрудниками археологической экспедиции Крым ЦИКа по изучению татарской культуры в Крыму 1926 года были найдены три надгробных камня 1328, 1361 и 1380 года. Надпись на стеле 1328 года гласила «Кончил проходящую в нужде свою жизнь. Могила бедного праведного шейха Яакуба Конийского. Да будет над ним мир божий. 729 г.», на могиле 1361 года — «Бог. Могила покойного мученика Идриса, сына Хаджи Яхья Отузского. Месяца Сафара, 763 г.» и захоронение 1380 года украшала надпись «Кончил проходящую в нужде свою жизнь. Могила бедного праведного подвижника шейха Хаджи Яхья, сына Мухаммеда Иракского. Да будет над ним мир божий. 782 г.». У входа малой мечети была вставлена
закладная плита фонтана (обнаруженная в одном из отузских дворов и впоследствии перенесённая в мечеть, на которой, с датой 1358 года сообщается «Сей благословенный колодец построил в дни владычества великого султана, столпа мира и религии … хана, да будет вечно царство его, по …нию Кутлугтимур бека, да будет долга жизнь его, покорный и бедный раб Идрис, сын Хаджи Яхьи. 760 г.». После 1365 года Отузы входили в состав владений генуэзского Солдайского консульства. Под 1383 годом имеется упоминание об армянском монастыре в Отузах. После захвата в 1475 году генуэзских колоний османами селение включили в Судакский кадылык санджака Кефе (до 1558 года, в 1558—1774 годах — эялета) империи. Крымскому ханству Отуз официально принадлежал всего 9 лет: от обретения ханством независимости в 1774 году до присоединения к России в 1783 году. Некоторые краеведы утверждают, что в 1778 году из Отуз в Приазовье было выселено некое число крымских греков, но в ведомостях А. В. Суворова от 18 сентября 1778 года и митрополита Игнатия селение не упомянуто (если только не фигурирует под нераспознанным названием).
По Камеральному Описанию Крыма… 1784 года в эпоху Крымского ханства две деревни — Отуз и Другой Отуз входили в Беш Кабакский кадылык Кефинского каймаканства.
После присоединения Крыма к России (8) 19 апреля 1783 года, (8) 19 февраля 1784 года, именным указом Екатерины II сенату, на территории бывшего Крымского Ханства была образована Таврическая область и деревня была приписана к Левкопольскому, а после ликвидации в 1787 году Левкопольского — к Феодосийскому уезду Таврической области. После Павловских реформ, с 1796 по 1802 год, входила в Акмечетский уезд Новороссийской губернии. По новому административному делению, после создания 8 (20) октября 1802 года Таврической губернии, Отуз был включен в состав Кокташской волости Феодосийского уезда.

По Ведомости о числе селений, названиях оных, в них дворов… состоящих в Феодосийском уезде от 14 октября 1805 года, в деревне Отуз числилось 40 дворов и 172 жителя, исключительно крымских татар. Согласно энциклопедическому словарю «Немцы России», немецкая лютеранская колония Драйсиг была основана при Отузах в том же, 1805 году. На военно-топографической карте генерал-майора Мухина 1817 года обозначены 3 участка деревни Отузы — 2 без указания числа дворов и один — верхний, разорённый. После реформы волостного деления 1829 года Отоз, согласно «Ведомости о казённых волостях Таврической губернии 1829 года» остался в составе Кокташской волости. На карте 1836 года обозначены две отдельные деревни: Верзние Отузы с 38 дворами и Нижние Отузы с 23, как и на карте 1842 года. Шарль Монтандон в своём «Путеводителе путешественника по Крыму, украшенный картами, планами, видами и виньетами…» 1833 года так охарактеризовал Отузы 
Эта деревня, состоящая из 70 домов, крытых черепицей, в которой живут татары, несколько русских крестьян, а также пять семей немецких колонистов, принадлежащих к судакской колонии, заслуживает внимания путешественников.
В 1860-х годах, после земской реформы Александра II, деревню приписали к Таракташской волости. Согласно «Списку населённых мест Таврической губернии по сведениям 1864 года», составленному по результатам VIII ревизии 1864 года, Отуз — владельческая и общинная деревня татар, русских и немецких колонистов со 114 дворами, 433 жителями и 2 мечетями при ручье Отуз и с примечанием, что состоит из двух участков: Отуз верхний (Верхняя) и Отуз нижний (Нижняя) (в немецком Отузе было 43 жителя). По обследованиям профессора А. Н. Козловского начала 1860-х годов, в селении «…имелась пресная вода в изобилии из горных родников и ручьёв». На трёхверстовой карте Шуберта 1865—1876 года в деревне Верхний Отуз обозначено 38 дворов, в Нижнем — 29. По путеводителю Сосногоровой 1871 года деревня раскинулась на довольно большое расстояние от моря и поднимается вверх по дольне. Отмечаются татарские сады и виноградники, а также несколько виноградных хозяиств с современным производством. Автор высоко оценивала качество местных вин. На 1886 год в деревне, согласно справочнику «Волости и важнѣйшія селенія Европейской Россіи», проживало 676 человек в 173 домохозяйствах, действовали 2 мечети и 4 лавки. В «Памятной книге Таврической губернии 1889 года», по результатам Х ревизии 1887 года записаны Отузы с 214 дворами и 1149 жителями<, а на верстовке Крыма 1889 года — одна деревня в 138 дворов с татарским населением. По «…Памятной книжке Таврической губернии на 1892 год» в Отузах, входивших в Отузское сельское общество, числилось 1014 жителей в 138 домохозяйствах. Перепись 1897 года зафиксировала в деревне 1818 жителей, 973 мужчины и 845 женщин, из них 1474 крымских татарина (мусульман) и 246 православных. По «…Памятной книжке Таврической губернии на 1902 год» в деревне Отузы, входившей в Отузское сельское общество, числилось 1434 жителя в 180 домохозяйствах, а, по словарю «Немцы России», немецкая колония в 1904 году составляла 34 жителя и в 1911 — 69. В том же 1902 году была открыта земская школа, в деревне работал фельдшер. На 1914 год в селении действовало земское училище. По Статистическому справочнику Таврической губернии. Ч.II-я. Статистический очерк, выпуск пятый Феодосийский уезд, 1915 год, в деревне Отузы Таракташской волости Феодосийского уезда числилось 476 (все дворы с землёй) дворов со смешанным населением в количестве 2768 человек приписных жителей и 646 «посторонних», из которых 1666 мужчин и 1748 женщин. Жители владели 469 десятинами удобной земли. В хозяйствах имелось 103 лошади, 18 волов, 237 коров и 3548 голов овец, свиней, или коз. Имелись фельдшерский пункт и аптека, работала низшая школа садоводства и виноградарства (в ведении Никитского ботанического сада). Согласно списку 1915 года «…русских подданных из австрийских, венгерских или германских выходцев» землевладельцев, опубликованном в газете «Таврические губернские ведомости» в апреле 1915 года, при деревне Отузы значатся крымские немцы, хозяева усадебных участков: Аберле Люиса Фридриховна, имевшая 280 квадратных саженей земли, Бейтлер Иоганес Конрадович — 2 участка в 96 кв. саж. и 1886 кв. саж. с виноградником и Корне Бельгард Фридрихович — усадьба в 502 кв. саж. и 650 кв. саж. виноградника. Наследники Людвига Георгиевича Витмана владели 8 десятинами 1443 кв. саж. и другим наделом в 2,5 десятины земли (без уточненния предназначения), кроме того члены семьи Витман владели собственными виноградниками: Георг Людвигович — 2 десятины 2356 кв. саж., Людвиг Георгиевич — 1 дес. 344 кв. саж. и Амалия Александровна — 1 дес. 31 кв. саж. Дубс Эдуард Александрович владел 106 кв. саж. пустопорожней земли.
После установления в Крыму Советской власти, по постановлению Крымревкома от 8 января 1921 года была упразднена волостная система и село включили в состав вновь созданного Судакского района Феодосийского уезда,, а в 1922 году уезды получили название округов. 11 октября 1923 года, согласно постановлению ВЦИК, в административное деление Крымской АССР были внесены изменения, в результате которых округа ликвидировались и Судакский район стал самостоятельной административной единицей. Согласно Списку населённых пунктов Крымской АССР по Всесоюзной переписи 17 декабря 1926 года, в селе Отузы, центре Отузского сельсовета Судакского района, числилось 558 дворов, из них 528 крестьянских, население составляло 2207 человек. В национальном отношении учтено 1765 татар, 215 русских, 92 украинца, 79 немцев, 32 грека, 11 армян, 8 белоруссов, 2 болгарина, 1 еврей, 2 записаны в графе «прочие», действовала русско-татарская школа.
В годы Великой Отечественной войны на фронтах сражались 115 жителей Отуз. В память о них в центре села установлен памятный знак с перечислением фронтовиков-односельчан.
В декабре 1941 года в ходе в ходе феодосийской десантной операции Отузы были освобождены частями 44-й армии, но 16 января 1942 года советские войска вновь оставили село. 14 апреля 1944 года отряд стрелкового полка Приморской армии численностью 50 человек под командованием Ивана Иосифовича Сцепуро, после 12-ти часового боя окончательно освободил Отузы. Погибшие в этих боях были захоронены в братской могиле на сельском кладбище, на которой в 1945 году был установлен памятник. Постановлением Совета министров Республики Крым № 627 от 20 декабря 2016 года братская могила отнесена к категории объектов культурно-исторического наследия России регионального значения.
В 1944 году, после освобождения Крыма от фашистов, согласно постановлению ГКО № 5859 от 11 мая 1944 года, 18 мая крымские татары были депортированы в Среднюю Азию. 12 августа 1944 года было принято постановление № ГОКО-6372с «О переселении колхозников в районы Крыма» и в сентябре 1944 года в район приехали первые новосёлы (2469 семей) из Ставропольского и Краснодарского краёв, а в начале 1950-х годов последовала вторая волна переселенцев из различных областей Украины. Указом Президиума Верховного Совета РСФСР от 21 августа 1945 года Отузы были переименованы в Щебетовку (в честь лейтенанта М. Ф. Щебетова, погибшего в районе посёлка во время Феодосийского десанта) и Отузский сельсовет — в Щебетовский. С 25 июня 1946 года Щебетовка в составе Крымской области РСФСР, а 26 апреля 1954 года Крымская область была передана из состава РСФСР в состав УССР. Согласно «Справочнику административно-территориального деления Крымской области на 15 июня 1960 года» село — центр Щебетовского сельского совета Судакского района, в том же году Щебетовке присвоен статус посёлка городского типа и сельсовет, соответственно, стал поссоветом.

Указом Президиума Верховного Совета УССР «Об укрупнении сельских районов Крымской области», от 30 декабря 1962 года Судакский район был упразднён и село включили в состав Алуштинского района. 1 января 1965 года, указом Президиума ВС УССР «О внесении изменений в административное районирование УССР — по Крымской области» Щебетовка предана в состав Феодосийского горсовета. На 1974 год в Щебетовке числилось 2700 жителей. По данным переписи 1989 года в селе проживало 3046 человек. С 12 февраля 1991 года село в восстановленной Крымской АССР, 26 февраля 1992 года переименованной в Автономную Республику Крым. С 21 марта 2014 года в составе Республики Крым принятой в состав Российской Федерации.

Объекты культурного наследия России, расположенные в Щебетовке
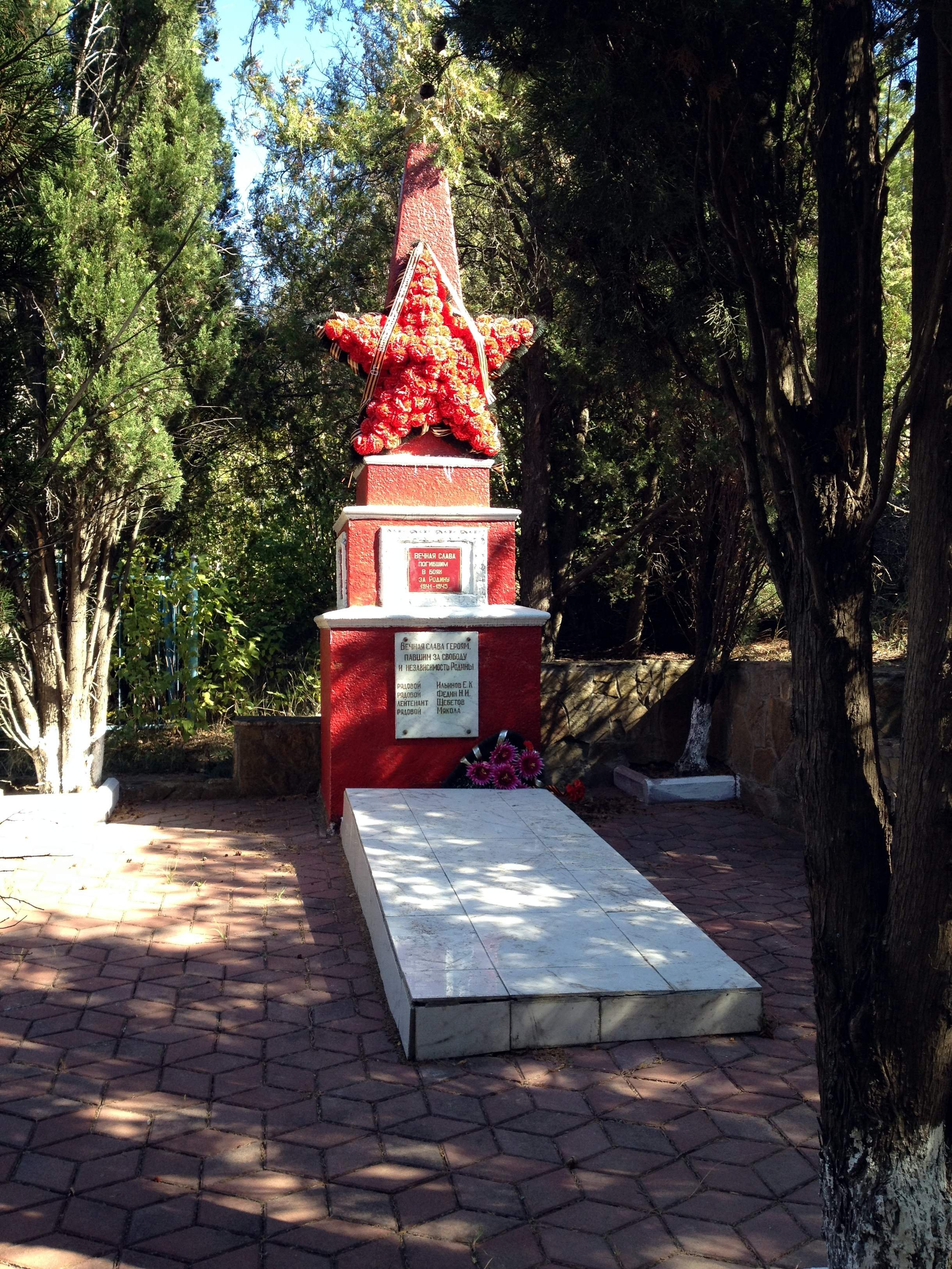
Братская могила советских воинов и лейтенанта Щебетова. Кладбище Щебетовки.  Объект культурного наследия народов РФ регионального значения. Рег. № 911710935460005 (ЕГРОКН)
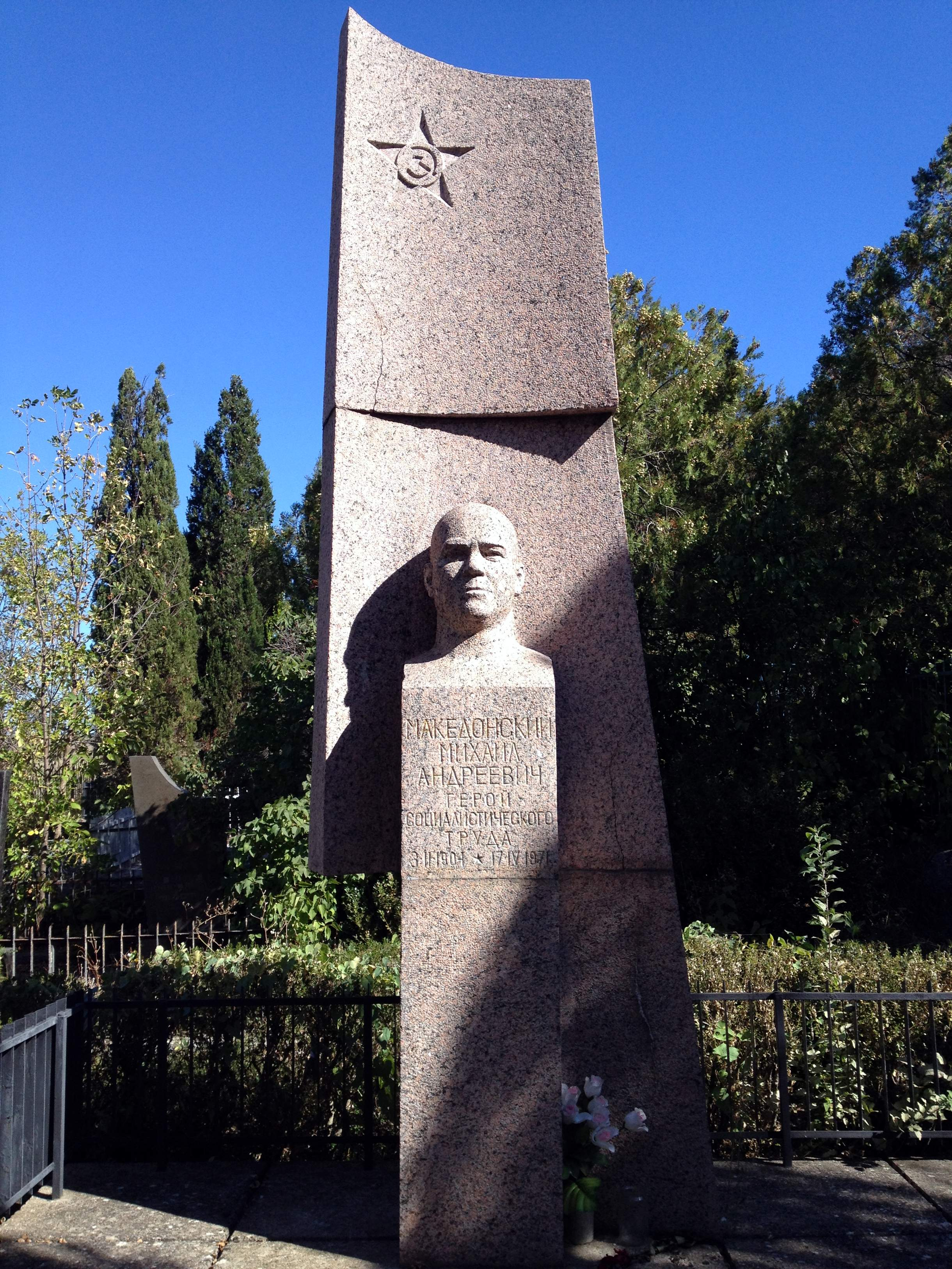
Могила партизана Крыма, Героя Социалистического Труда, директора совхоза Коктебель Македонского М. А.  Объект культурного наследия народов РФ регионального значения. Рег. № 911710935480005 (ЕГРОКН)
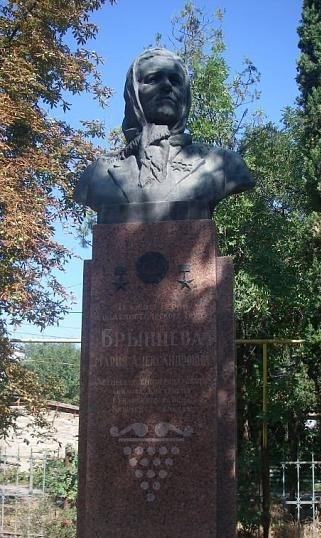
Бронзовый бюст виноградаря, дважды Героя Социалистического Труда Брынцевой М. А., был установлен в 1961 году  Объект культурного наследия народов РФ регионального значения. Рег. № 911710935500005 (ЕГРОКН)